# Myrsinaceae
Myrsinaceae is een botanische naam, voor een familie van tweezaadlobbige planten. Een familie onder deze naam wordt universeel erkend door systemen voor plantentaxonomie. Wel is er een aanmerkelijk verschil tussen de klassieke en de moderne omschrijving. In de klassieke omschrijving bestaat ze uit houtige planten (inclusief de planten die in het APG II-systeem (2003) de familie Maesaceae vormen). Volgens de moderne omschrijving is de familie wat groter; in de omschrijving volgens APG omvat ze zowel kruidachtige planten, heesters, bomen als lianen.

## In Nederland en België
Uitgaande van deze ruime omschrijving komen in Nederland en België de volgende soorten voor:
- Anagallis (geslacht Guichelheil)
  - Blauw guichelheil (Anagallis arvensis subsp. foemina)
  - Rood guichelheil (Anagallis arvensis subsp. arvensis)
  - Teer guichelheil (Anagallis tenella)
- Glaux
  - Melkkruid (Glaux maritima))
- Lysimachia (geslacht Wederik)
  - Boswederik (Lysimachia nemorum)
  - Penningkruid (Lysimachia nummularia)
  - Puntwederik (Lysimachia punctata)
  - Moeraswederik (Lysimachia thyrsiflora)
  - Grote wederik (Lysimachia vulgaris)
- Trientalis
  - Zevenster (Trientalis europaea)

Echter, de 23e druk van de Heukels handhaaft deze soorten in de sleutelbloemfamilie (Primulaceae).

## Cronquist
In de klassieke omschrijving bestaat ze uit houtige planten (inclusief de planten die in het APG II-systeem (2003) de familie Maesaceae vormen).
In het Cronquist-systeem (1981) is de plaatsing in een orde Primulales.

## Geslachten
De geslachten volgens de Angiosperm Phylogeny Website (15 november 2007): Abromeitia, Aegiceras, Amblyanthopsis, Amblyanthus, Anagallis, Antistrophe, Ardisia, Ardisiandra, Asterolinon, Badula, Conandrium, Coris, Ctenardisia, Cybianthus, Cyclamen, Discocalyx, Elingamita, Embelia, Emblemantha, Fittingia, Geissanthus, Gentlea, Glaux, Graphardisia, Grenacheria, Heberdenia, Hymenandra, Labisia, Loheria, Lysimachia, Monoporus, Myrsine, Oncostemum, Parathesis, Pelletiera, Pleiomeris, Rapanea, Sadiria, Solonia, Stimpsonia, Stylogyne, Tapeinosperma, Tetrardisia, Trientalis, Valerioanthus, Vegaea, Walleniella, Yunckeria